# Машванден
Машванден (нім. Maschwanden) — громада  в Швейцарії в кантоні Цюрих, округ Аффольтерн.

## Географія
Громада розташована на відстані близько 85 км на північний схід від Берна, 18 км на південний захід від Цюриха.
Машванден має площу 4,7 км², з яких на 9% дозволяється будівництво (житлове та будівництво доріг), 59,6% використовуються в сільськогосподарських цілях, 23,7% зайнято лісами, 7,7% не є продуктивними (річки, льодовики або гори).

## Демографія
2019 року в громаді мешкало 645 осіб (+4,7% порівняно з 2010 роком), іноземців було 12,9%. Густота населення становила 138 осіб/км².
За віковим діапазоном населення розподілялося таким чином: 22% — особи молодші 20 років, 59,5% — особи у віці 20—64 років, 18,4% — особи у віці 65 років та старші. Було 274 помешкань (у середньому 2,4 особи в помешканні).
Із загальної кількості 175 працюючих 49 було зайнятих в первинному секторі, 49 — в обробній промисловості, 77 — в галузі послуг.